# 南堀端停留場

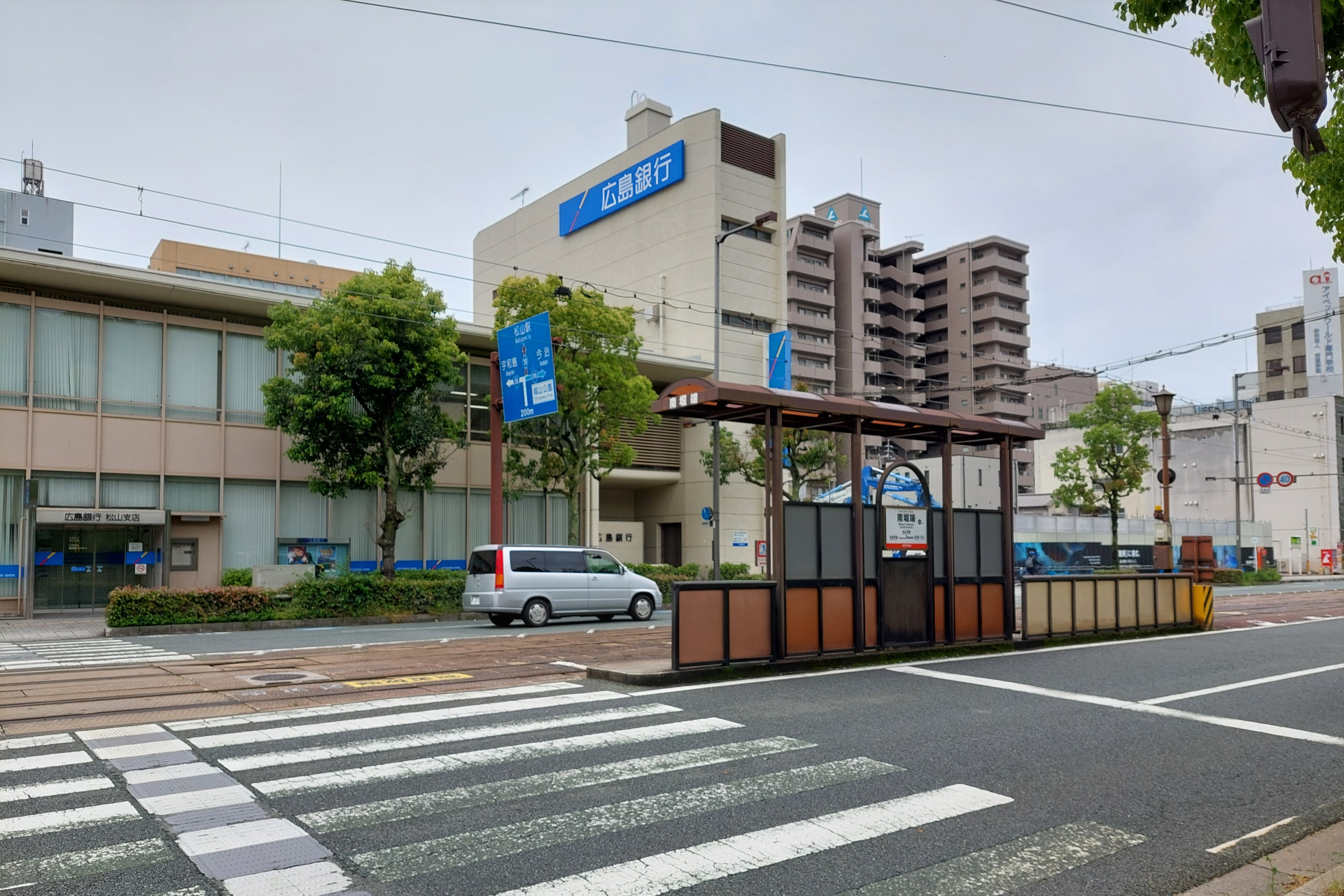
Aホーム（西側）

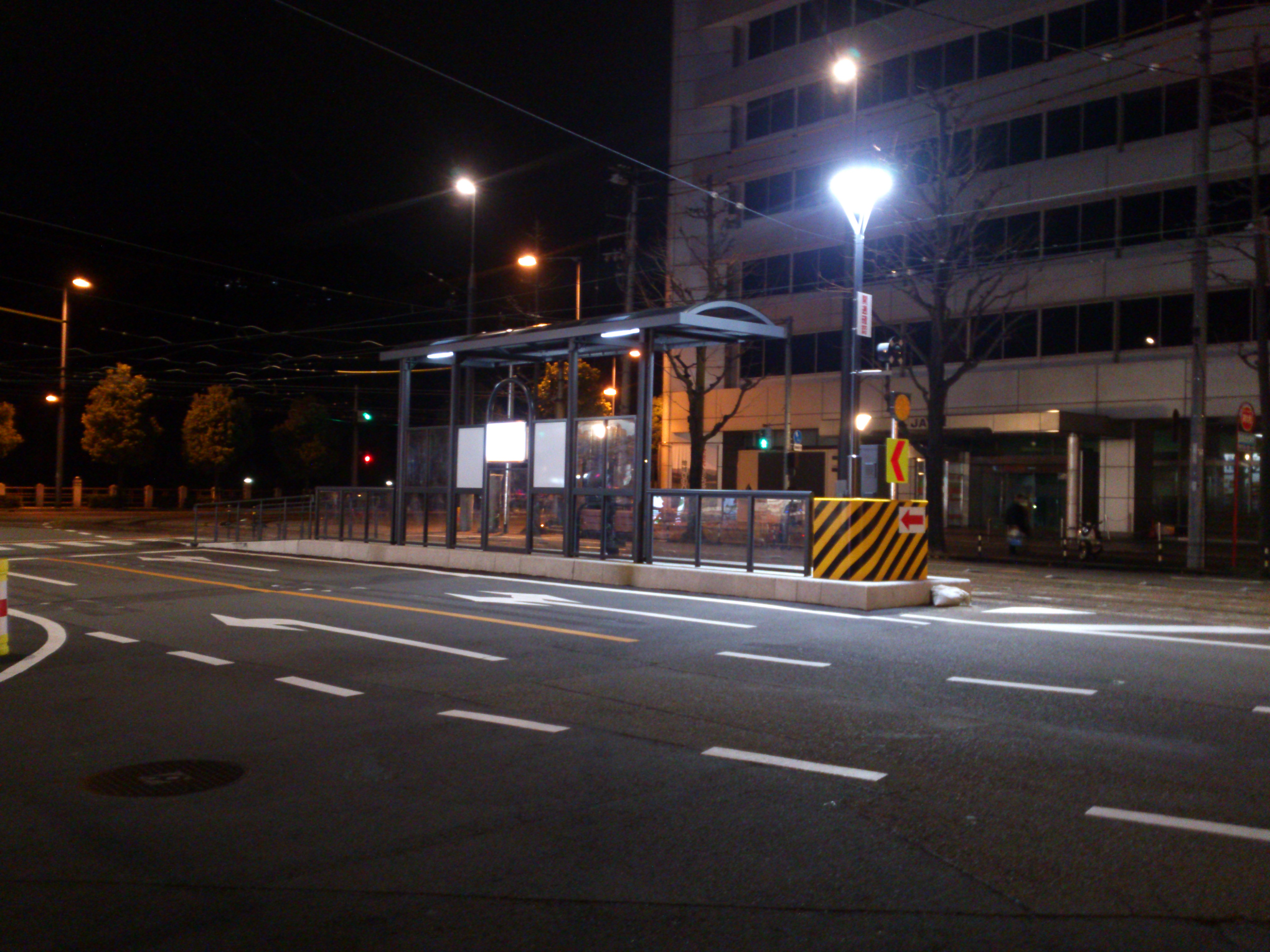
バリアフリー化されたCホーム（南側）

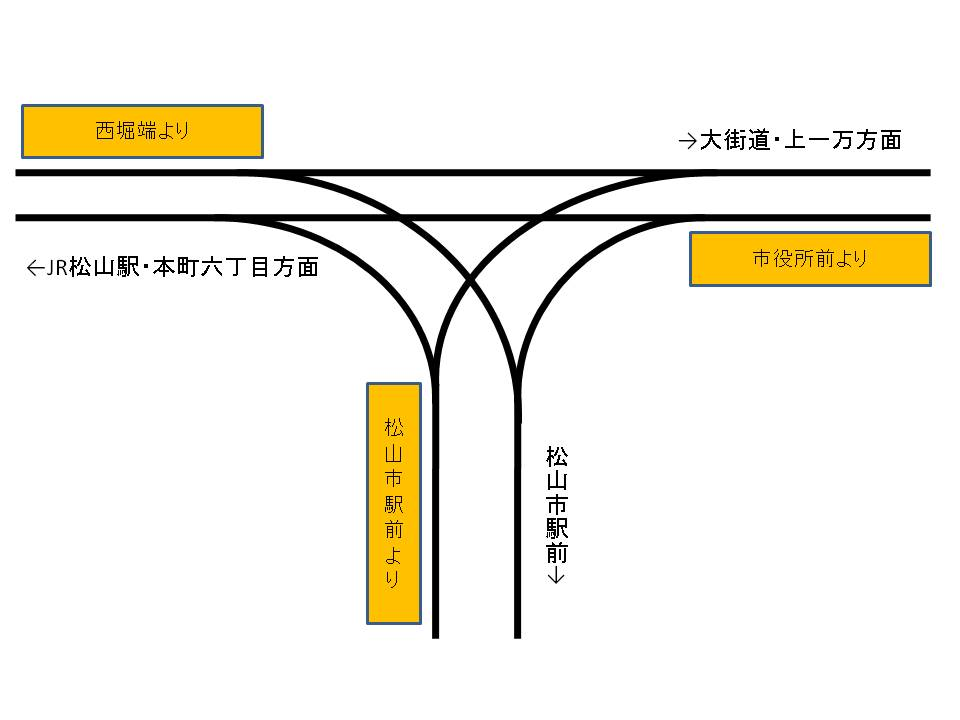
南堀端電停付近の路線形状

南堀端停留場（みなみほりばたていりゅうじょう）は、愛媛県松山市南堀端町にある伊予鉄道城南線・花園線の停留所である。停留所番号は02。6系統が松山市駅発着に変更されて以降、唯一市内電車（松山市内線）の全系統が使用する停留所となった。

## 歴史[2]
- 1911（明治44）年 松山電気軌道の駅として開業
- 1953（昭和28）年 Y字分岐に改修
- 1963（昭和38）年 市内電車5系統の運行開始により、Y字分岐が本格使用され始める

## 構造
城南線から松山市駅方面への花園線が分岐しており、松山市駅 - 西堀端、松山市駅 - 市役所前、西堀端 - 市役所前のいずれの方向へも直通運転が可能な配線である。
到着方面別に3つの「島」があり、いずれも安全地帯が付いている。
大街道・道後温泉方面へ向かう場合は、A・Cの２つのホームのうち好きな方を利用可能。
いずれの島の分岐器も、列車が進入する際のトロリーコンタクターの操作で転換できるようになっている。通常（安全地帯へノンストップで進入）は、左側が正位とされる。1つ目のトロリーコンタクターを操作後に一旦停止し「開通確認」とある表示灯が点灯すると、反位（右側）になる。他の分岐点もすべてこの方法によっている。なお、松山市駅、JR松山駅前、道後温泉駅では、スプリングポイントが使用されている。

### のりば
| ホーム | 路線        | 行先                     | 備考         |
| ------ | ----------- | ------------------------ | ------------ |
| A      | ■2号線 環状 | 松山市駅行き             |              |
| A      | ■6号線      | 松山市駅行き             | 平日のみ運行 |
| A      | ■5号線      | 道後温泉行き             |              |
| B      | ■1号線 環状 | 松山市駅行き             |              |
| B      | ■3号線      | 松山市駅行き             |              |
| B      | ■5号線      | JR松山駅前行き           |              |
| C      | ■1号線 環状 | JR松山駅前・木屋町方面   |              |
| C      | ■2号線 環状 | 大街道・赤十字病院前方面 |              |
| C      | ■3号線      | 道後温泉行き             |              |
| C      | ■6号線      | 本町六丁目行き           | 平日のみ運行 |

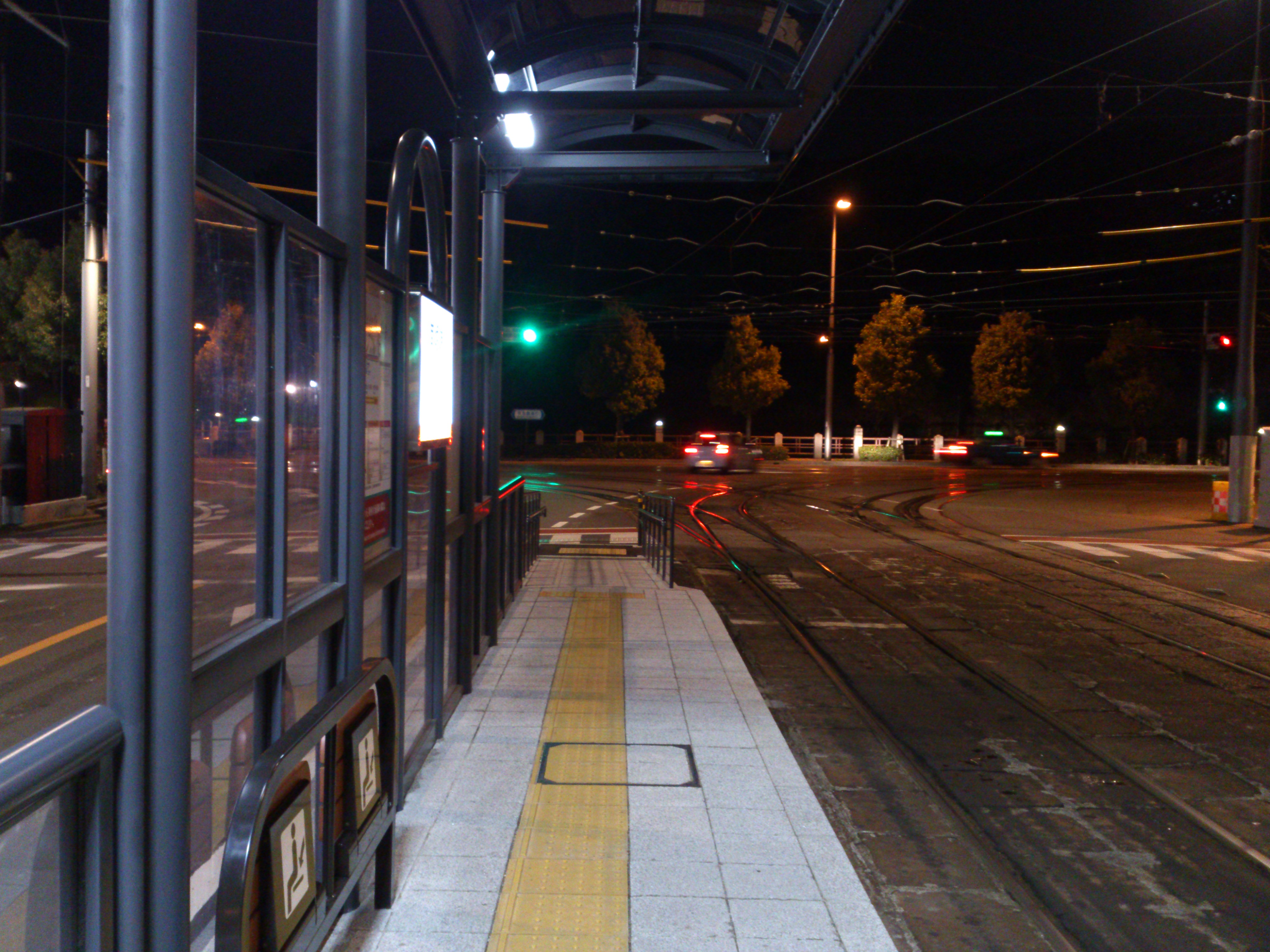
Cホームより望むデルタ線
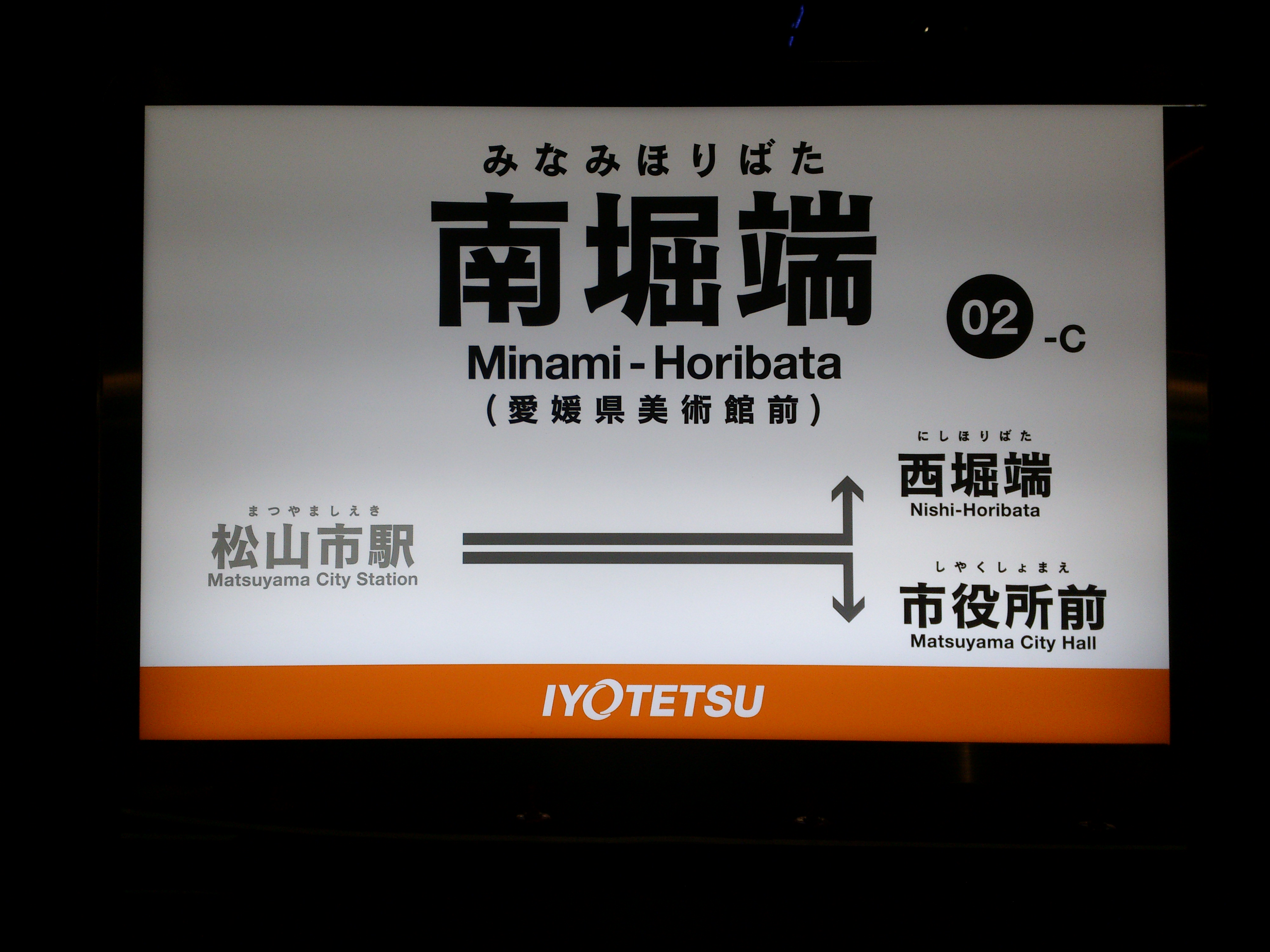
駅名標
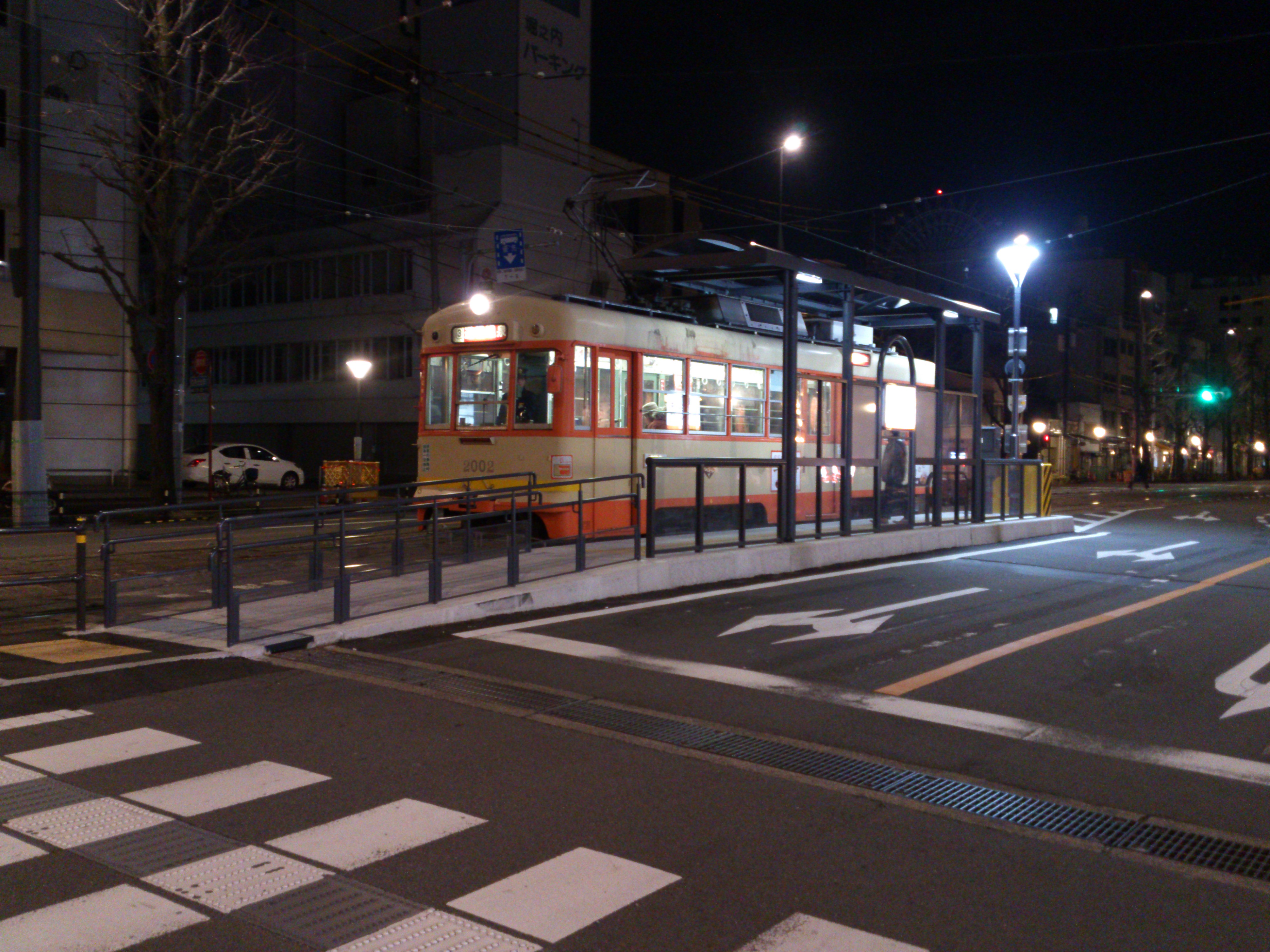
Cホームに停車中のモハ2000型電車

## 周辺
- 城山公園
  - 松山市民会館
  - 愛媛県美術館
  - 愛媛県立図書館
  - NHK松山放送局 (四国地方の拠点局)

野球場は松山中央公園に移転し、旧球場は取り壊された。
- 愛媛県警察本部
- 愛媛県農協会館
- 広島銀行松山支店
- 伊予鉄バス・JR四国バス「南堀端」停留所

## 隣の停留場
伊予鉄道
環状線（■1号線環状開始・■2号線市駅入線）
松山市駅停留場 (01) - 南堀端停留場 (02) - 西堀端停留場 (03)
環状線（■1号線市駅入線・■2号線環状開始）・■3号線
市役所前停留場 (21) - 南堀端停留場 (02) - 松山市駅停留場 (01)
■5号線
市役所前停留場 (21) - 南堀端停留場 (02) - 西堀端停留場 (03)
■6号線
松山市駅停留場 (01) - 南堀端停留場 (02) - 本町一丁目停留場 (25)